# 管家务回族乡
管家务回族乡，是中华人民共和国河北省廊坊市永清县下辖的一个乡镇级行政单位。

## 行政区划
管家务回族乡下辖以下地区：
管家务村、邱宋庄村、王居村、吴庄子村、安育村、池口村、僧垡头村、陈辛庄村、南北陈村、北胡其营村、琥珀营村和柳园子村。